# Gilbert Harman
Gilbert Harman (East Orange, 26 de maio de 1938 – 13 de novembro de 2021) foi um filósofo norte-americano, que lecionou na Universidade de Princeton de 1963  até sua aposentadoria em 2017. Ele publicou sobre filosofia da linguagem, ciência cognitiva, filosofia da mente, ética, psicologia moral, epistemologia, teoria estatística da aprendizagem e metafísica. Ele e George Millerco-dirigiu o Laboratório de Ciências Cognitivas da Universidade de Princeton. Harman ensinou ou colecionou cursos de Engenharia Elétrica, Ciência da Computação, Psicologia, Filosofia e Linguística.

## Epistemologia
O relato de Harman de 1965 sobre o papel da "inferência para a melhor explicação" — inferir a existência daquilo que precisamos para a melhor explicação dos fenômenos observáveis — foi muito influente. Em trabalhos posteriores, ele argumentou que toda inferência ou raciocínio deve ser concebido como "mudança de visão" racional, equilibrando conservadorismo contra coerência, onde a simplicidade e as considerações explicativas são relevantes para a coerência positiva e onde evitar a inconsistência é relevante para a coerência negativa. Ele expressou dúvidas sobre apelos ao conhecimento a priori e argumentou que a lógica e a teoria da decisão são teorias de implicação e consistência e não devem ser interpretadas como teorias que podem ser seguidas: não são teorias de inferência ou raciocínio.
Em Thought and Change in View Harman argumentou que as intuições sobre o conhecimento são úteis para pensar sobre a inferência. Mais recentemente, ele e Brett Sherman sugeriram que o conhecimento pode se basear em suposições que não são conhecidas. Ele e Sanjeev Kulkarni sugeriram que a teoria elementar da aprendizagem estatística oferece uma espécie de resposta ao problema filosófico da indução.

## Mente
Harman também argumentou que a experiência perceptiva tem "conteúdo intencional" e que é importante não confundir qualidades do objeto intencional da experiência com qualidades da experiência. Os perceptivos só estão cientes das qualidades que lhes são apresentadas na experiência, em oposição às propriedades da experiência que representam o que experimentamos como uma espécie de pintura mental.
Ele também propôs que estados perceptivos e outros psicológicos são auto-reflexivos, de modo que o conteúdo de uma experiência perceptiva pode ser: essa mesma experiência é o resultado de perceber uma árvore com tais e tais características (exceto que a experiência não está na linguagem). O conteúdo de uma intenção pode ser: essa mesma intenção me levará a voltar para casa às seis horas.

## Ética
Em The Nature of Morality, Harman, baseando-se na inferência para a melhor explicação, argumentou que não existem fatos morais objetivos porque não precisamos de tais fatos para explicar nossos julgamentos morais. Ele argumentou que não existe uma única moralidade verdadeira. A esse respeito, o relativismo moral é verdadeiro. (Esse tipo de relativismo moral não é uma teoria sobre o que as pessoas comuns querem dizer com seus julgamentos morais.)
Harman rejeitou tentativas de basear a teoria moral em concepções de florescimento humano e traços de caráter e expressou ceticismo sobre a necessidade de uma boa pessoa ser suscetível à culpa ou vergonha moral.

## Trabalhos
Monografias:
- Thought (Princeton, 1973) ISBN 0-691-07188-8
- The Nature of Morality: An Introduction to Ethics (Oxford, 1977) ISBN 0-19-502143-6
- Change in View: Principles of Reasoning (MIT, 1986) ISBN 0-262-58091-8
- Scepticism and the Definition of Knowledge (Garland, 1990) [Esta é a dissertação de doutorado de Gilbert Harman que foi submetida à Universidade de Harvard em 1964]
- (com Judith Jarvis Thomson), Moral Relativism and Moral Objectivity (Blackwell, 1996) ISBN 0-631-19211-5
- Reasoning, Meaning and Mind (Clarendon, 1999) ISBN 0-19-823802-9
- Explaining Value and Other Essays in Moral Philosophy (Clarendon, 2000) ISBN 0-19-823804-5
- (com Sanjeev Kulkarni) Reliable Reasoning: Induction and Statistical Learning Theory (MIT Press, 2007)
- (com Sanjeev Kulkarni) An Elementary Introduction to Statistical Learning Theory (Wiley, 2012).

Editado:
- (com Donald Davidson), Semantics of Natural Language (D. Reidel, 1972)
- On Noam Chomsky: Critical Essays (Anchor, 1974)
- (com Donald Davidson), The Logic of Grammar (Dickenson, 1975)
- Conceptions of the Human Mind: Essays in Honor of George A. Miller (Laurence Erlbaum, 1993)
- (com Ernie Lepore), A Companion to W.V.O. Quine (Wiley, 2014)